# 台湾亮毛蕨
台湾亮毛蕨（学名：Acystopteris taiwaniana）为蹄盖蕨科亮毛蕨属下的一个种。

## 扩展阅读
- 維基物種上的相關：台湾亮毛蕨